# Xu Dishan
Xu Dishan (xinès:许 地 山) (1893 - 1941) escriptor, traductor xinès, especialista en el Budisme. També se'l coneix pel seu nom de ploma Luo Huasheng.

## Biografia
Xu Dishan va néixer a Tainan (臺南), al sud-oest de Taiwan, el 3 febrer de 1893. Però la família va tornar a la Xina continental dos anys després del seu naixement, i Xu va créixer a Fujian i a Guangdong degut a que el seu pare havia aprovat el grau de jinshi en els exàmens imperials xinesos.
Els seus pares eren seguidors de Buda i Xu va estar fortament influenciat per aquesta religió del que posteriorment es va convertir en un especialista.
Va estudiar en escoles privades i es va convertir en professor el 1911. Però, dos anys després, va començar els viatges que van ajudar a forjar la seva personalitat i el seu pensament.
El 1913, va marxar per ensenyar a una escola xinesa de Rangoon, al que llavors era Birmània. De retorn a la Xina dos anys més tard, va ocupar diversos càrrecs docents a escoles de Fujian, després d'entrar a la Universitat de Yanjing, va anar a Pequín el 1917 per estudiar literatura i religió.
Entre 1922 i 1926, va anar a estudiar a l'estranger. Primer va obtenir una beca per anar als Estats Units, a la Universitat de Colúmbia, on va estudiar religió comparada i la història de les religions. Després del seu màster el 1924, es va traslladar a Oxford on també va estudiar sànscrit, filosofia i religió índia, així com cultura i folklore indis. Llicenciat el 1926, va anar a l'Índia i va tornar a la Xina el 1927.

### Carrera literària i acadèmica
Xu Dishan va publicar el seu primer conte el 1921, "Bird of Destiny" (命 命 鸟 鸟 mìngmìng niǎo), seguit l'any següent per, "The Vain Labor of a Spider" (缀 网 劳 蛛 zhuìwǎng láozhū), on ja apareixen els seus temes favorits: la religió i l'emancipació de les dones.
Va ensenyar religió a les universitats Yanjing, Tsinghua i Pequín.així com a la Universitat de Pequín i va ser el primer xinès que va ensenyar sànscrit a les universitats del segle XX a la Xina i va ser el pioner dels estudis xinesos contemporanis d’indologia. Entre les seus alumnes cal destacar l'escriptora xinesa Eileen Chang.
Va escriure obres substancials sobre la religió, no només sobre el budisme, sinó també sobre les religions no budistes, i en particular sobre el taoisme, i va traduir obres de literatura índia, en particular poemes i escrits de Rabindranath Tagore, 
Durant la segona guerra sino-japonesa,es va dedicar a promoure sentiments patriòtics i anti-japonesos, organitzant protestes i pronunciant discursos, fins i tot escrivint històries curtes de tonalitat nacionalista que van ser ben rebudes per la crítica.
Després de un conflicte personal amb el president de la universitat de Yanjing, el 1935 va anar a viure a Hong Kong o va treballar a la universitat. Per recomanació del filòsof i ambaixador Hu Shi va ser nomenat director del departament de xinès de la Universitat de Hong Kong.
Va viure a Hong Kong fins a la seva mort el 4 d'agost de 1941.